# World Rugby Salón de la Fama

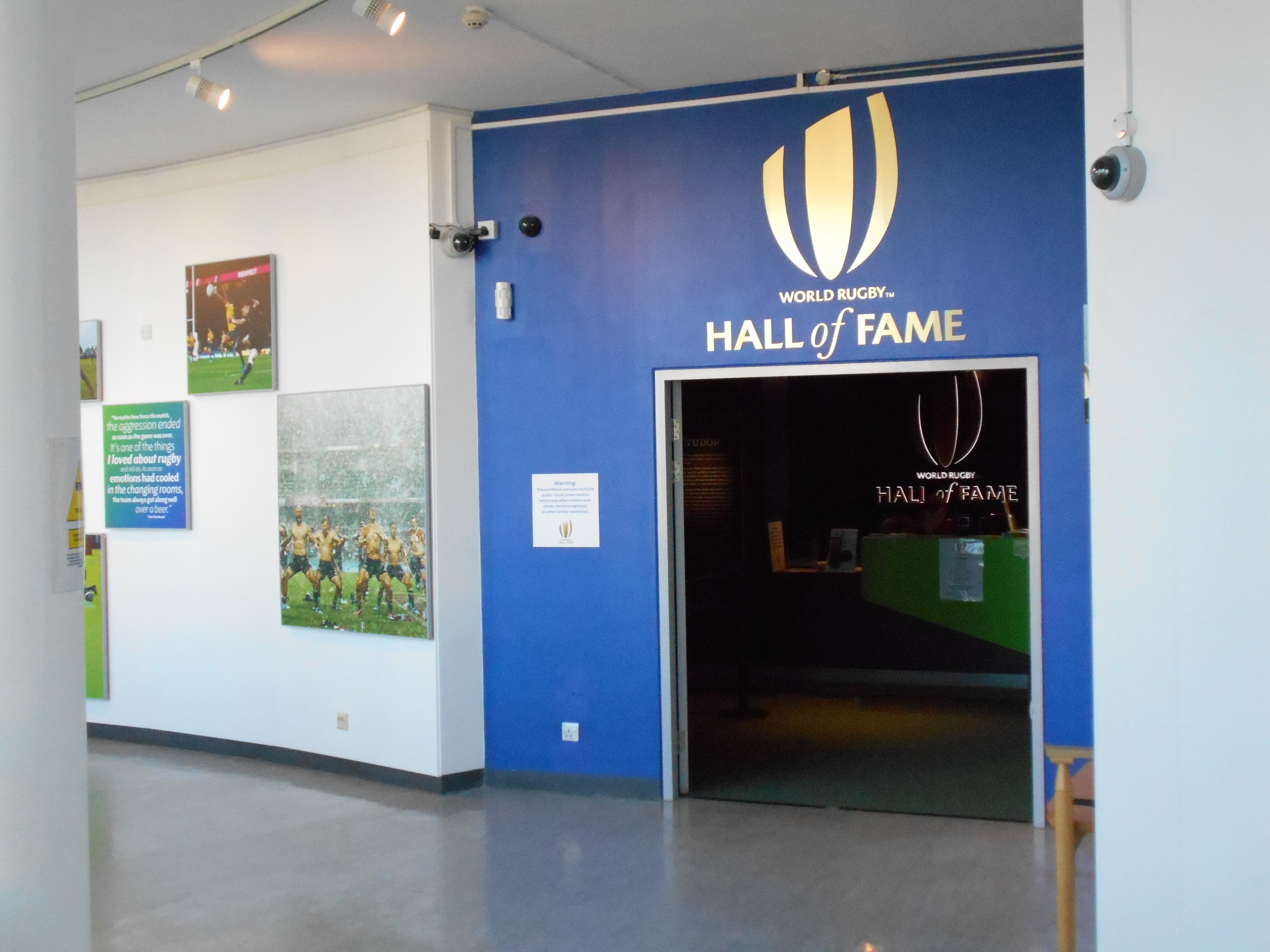
El salón en el Museo del Rugby.

El World Rugby Salón de la Fama es un salón de la fama regulado por World Rugby que reconoce los logros y contribuciones al rugby masculino y femenino. Se ubica en el Museo del Rugby, localizado en la ciudad británica de Rugby.

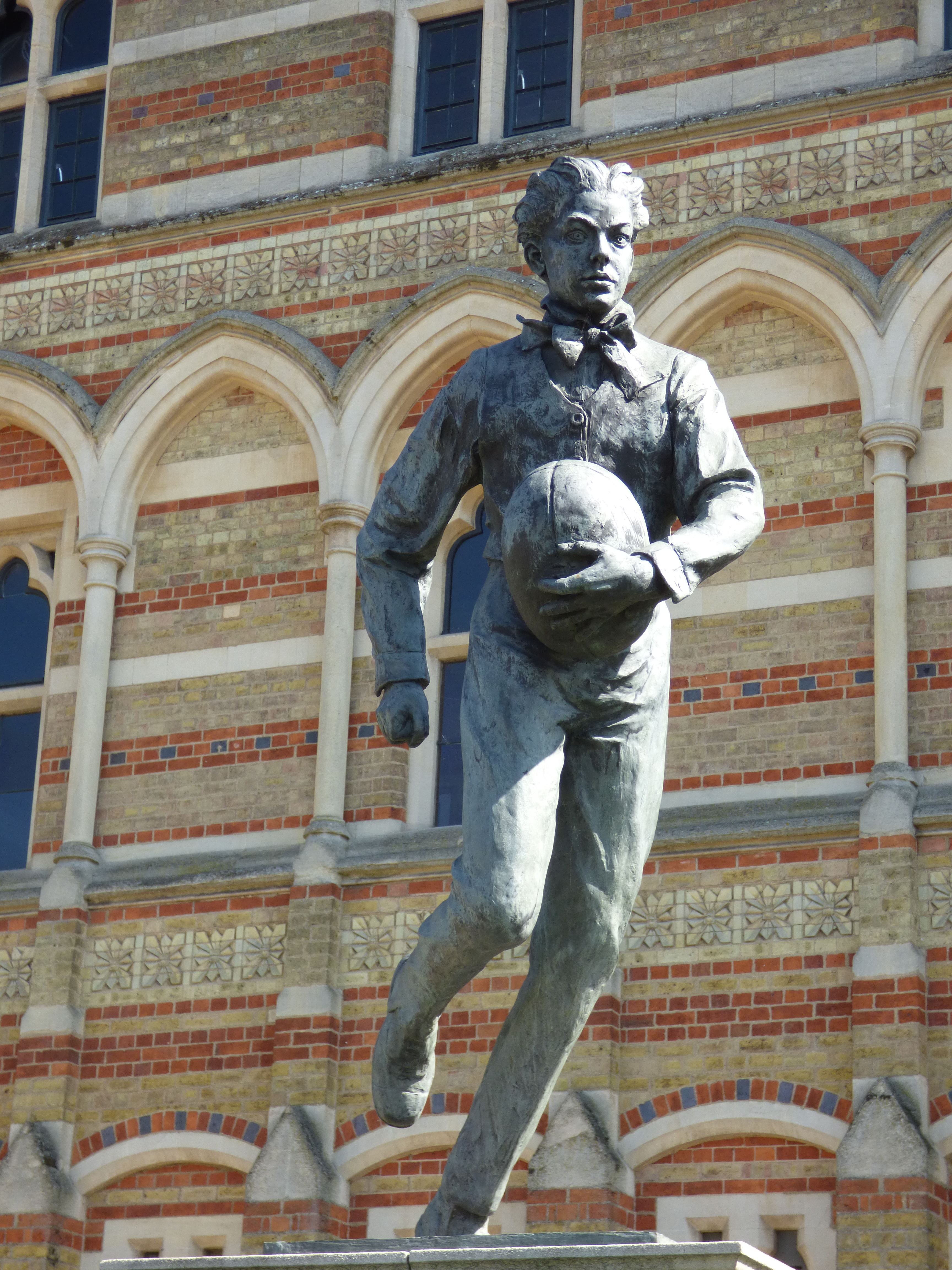
Webb Ellis fue el primer miembro.

Fue creado en 2005 como oficialización y reemplazo del Salón de la Fama del Rugby. Desde su inauguración la admisión de nuevos miembros se realiza todos los años en los World Rugby Premios, premiando a quienes aportaron célebremente a la historia del rugby.

## Investidos
Hasta los WR Premios de 2019 fueron admitidos X miembros, entre ellos: X entrenadores internacionales, X selecciones nacionales, X equipos y X jugadores.

## Años 2000

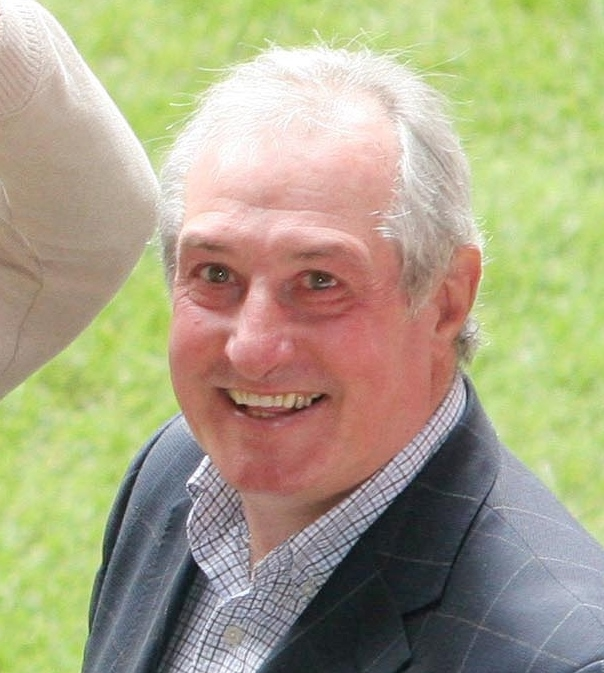
Gareth Edwards fue medio scrum de Gales.

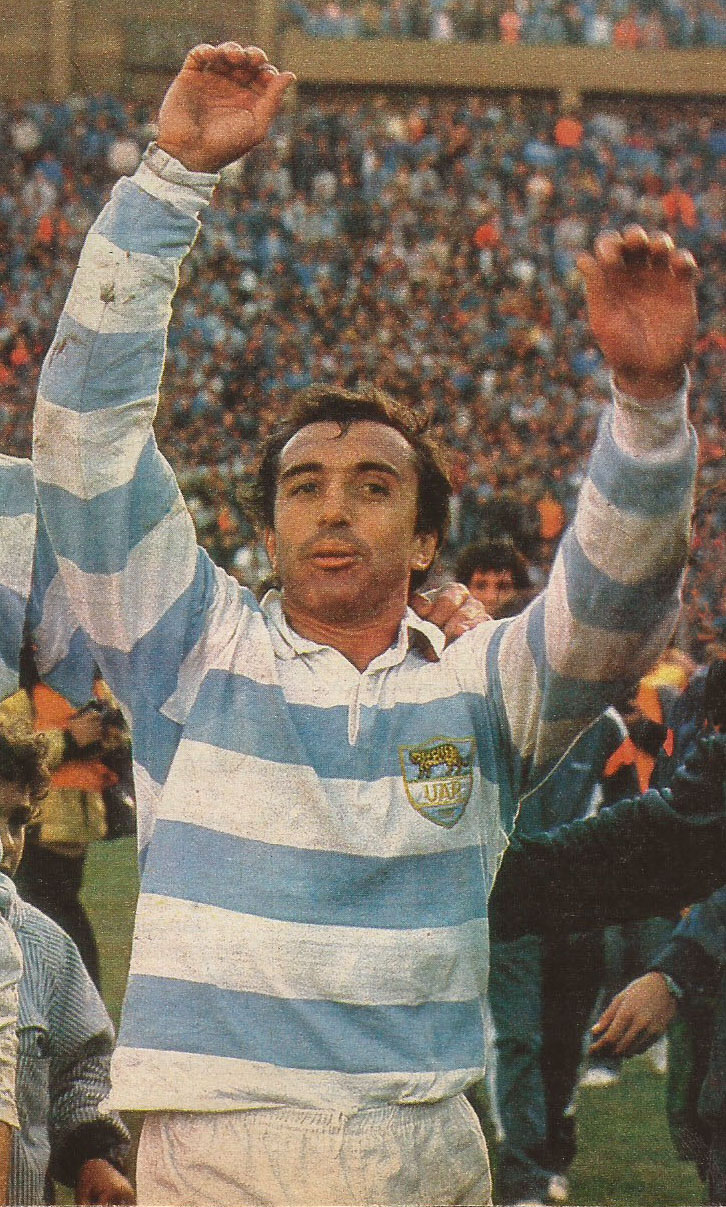
Hugo Porta fue apertura de Argentina.

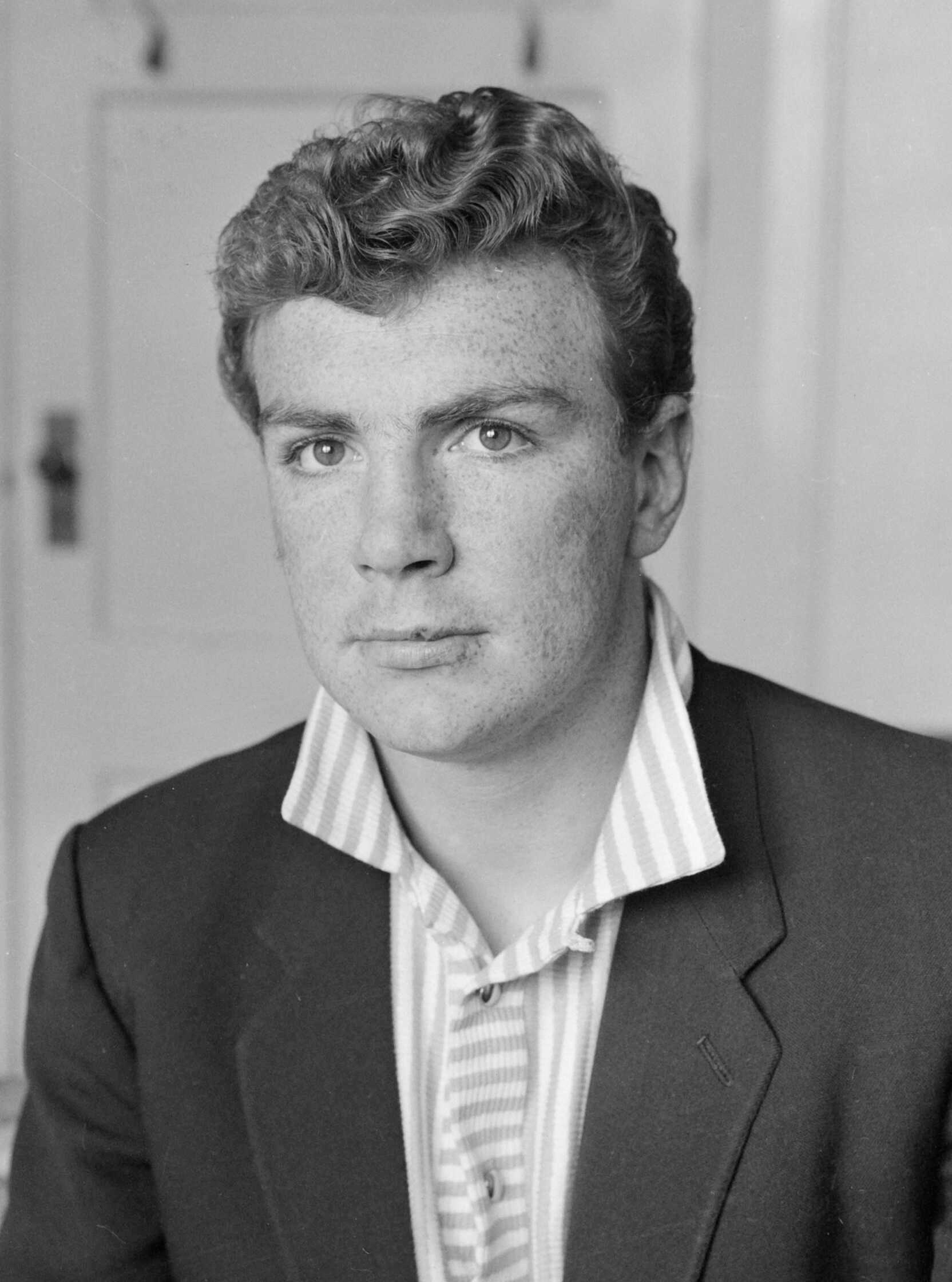
Tony O'Reilly fue centro de Irlanda.

Los Leones son una parte fundamental del rugby.

### 2005
| Investido          | Mérito                                                                                                |
| ------------------ | --- |
| William Webb Ellis | Sacerdote, creó el rugby en 1823 mientras fue estudiante secundario; rompiendo las reglas del fútbol. |
| Rugby School       | Colegio donde: el anterior creó el rugby, se jugó el primer partido y usaron los primeros balones.    |

### 2006
| Investido           | Mérito                                                                                 |
| ------------------- | -------------------------------------------------------------------------------------- |
| Danie Craven        | Medio scrum y entrenador de los Springboks, dirigente de la SARU y WR.                 |
| Pierre de Coubertin | Fundador de los Juegos Olímpicos modernos, apoyó la inclusión del rugby en los mismos. |
| John Eales          | Segunda línea, capitán de los Wallabies campeones del Mundo en Gales 1999.             |
| Gareth Edwards      | Medio scrum de los Dragones rojos en los años 1970.                                    |
| Wilson Whineray     | Pilar, capitán más importante del siglo XX de los All Blacks.                          |

### 2007
| Investido           | Mérito                                                              |
| ------------------- | ------------------------------------------------------------------- |
| New Zealand Natives | Primeros Māori All Blacks, visitaron Reino Unido en 1888.           |
| Ned Haig            | Medio scrum de Melrose RFC del siglo XIX, creador del Rugby 7.      |
| Jack Kyle           | Apertura más importante del XV del Trébol del siglo XX.             |
| Melrose RFC         | Equipo aficionado. En su club Ned Haig creó el Rugby 7.             |
| Hugo Porta          | Apertura más importante de los Pumas y Sudamérica XV del siglo XX.  |
| Philippe Sella      | Centro de Les Bleus, considerado el mejor jugador de los años 1980. |
| Joe Warbrick        | Fullback, primer capitán de los All Blacks.                         |

### 2008
| Investido      | Mérito |
| -------------- | --- |
| Frik du Preez  | Segunda línea de los Springboks de los años 1960, considerado el mejor de su selección.                         |
| Fairy Heatlie  | Segunda línea, primer capitán de los Springboks y de los Pumas. Eligió el color verde del uniforme sudafricano. |
| Willie McBride | Segunda línea, considerado el mejor del Reino Unido, capitán de Irlanda y los Lions.                            |
| Ian McGeechan  | Apertura, capitán del XV del Cardo y entrenador de los Lions en cuatro giras.                                   |
| Syd Millar     | Pilar del XV del Trébol, entrenador de los Lions y 2.º Presidente de WR.                                        |
| Cliff Morgan   | Apertura, jugó con los Lions y fue capitán de los Dragones rojos de los años 1950.                              |
| Tony O'Reilly  | Centro, capitán del XV del Trébol y considerado el mejor back europeo de los años 1960.                         |
| Bennie Osler   | Apertura, capitán de los Springboks y su primer gran pateador.                                                  |

### 2009
Debido a que ese año los Leones Británico-Irlandeses estuvieron de gira en Sudáfrica, se decidió hacer una investidura especial con un solo miembro y al combinado europeo.
| Investido               | Mérito                                                     |
| ----------------------- | ---------------------------------------------------------- |
| British and Irish Lions | Por su fundamental desarrollo para el rugby.               |
| Bill Maclagan           | Centro, capitán de Escocia y primer capitán de los Leones. |

## Años 2010

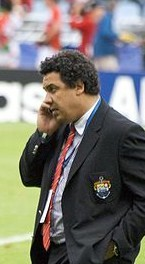
Serge Blanco es el mejor fullback que existió.

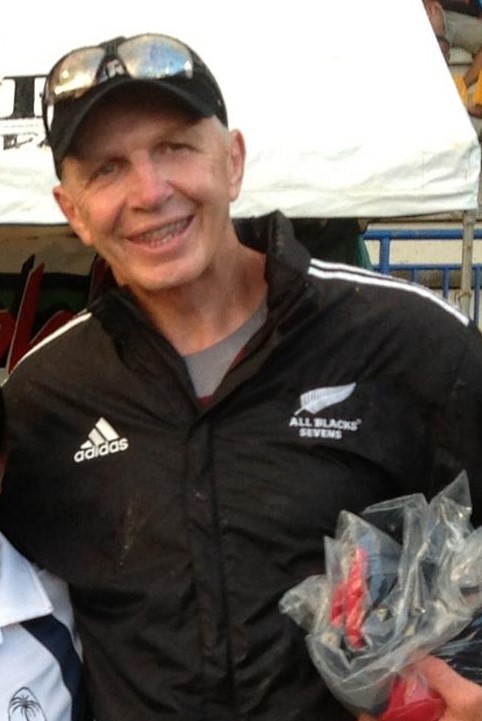
Gordon Tietjens es el mejor entrenador de rugby 7.

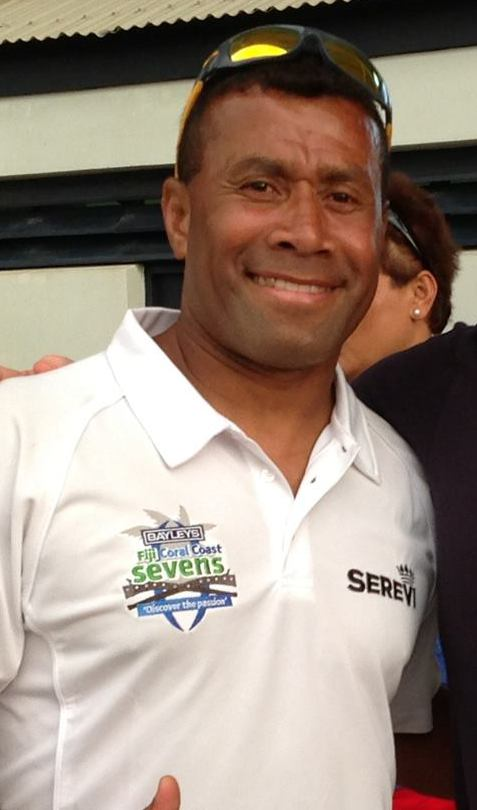
Waisale Serevi es el mejor jugador de rugby 7.

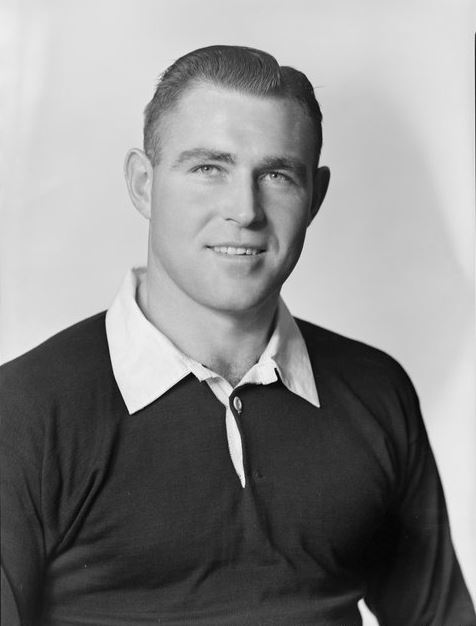
Don Clarke fue el mejor fullback de los All Blacks.

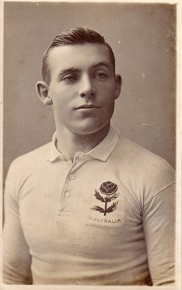
Daniel Carroll ganó dos medallas de oro.

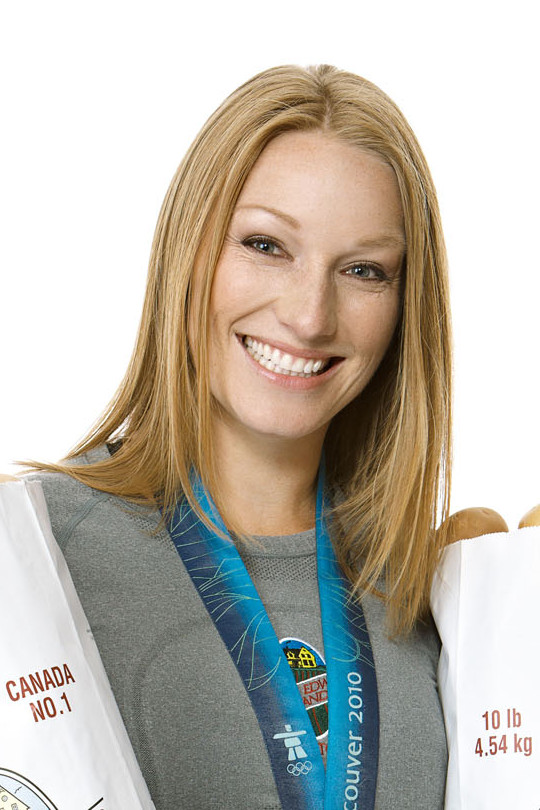
Heather Moyse es la mejor canadiense.

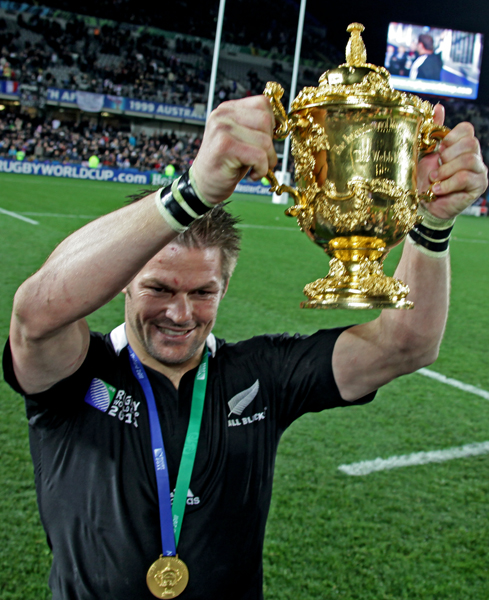
Richie McCaw es el único capitán doble campeón del Mundo.

La década pasada generó malestar cuando se invistieron hasta 34 miembros en una edición (2014), si bien no se discutió el mérito de los mismos. El problema se reparó en 2017, cuando desde ahí se empezó a honrar a solo un máximo de seis.

### 2010
| Investido              | Mérito |
| ---------------------- | ------ |
| Barbarian F.C.         |        |
| Serge Blanco           |        |
| André Boniface         |        |
| Guy Boniface           |        |
| Cardiff RFC            |        |
| William Carpmael       |        |
| Kitch Christie         |        |
| Bob Dwyer              |        |
| Nick Farr-Jones        |        |
| Dave Gallaher          |        |
| Mike Gibson            |        |
| Frank Hancock          |        |
| Martin Johnson         |        |
| John Kendall-Carpenter |        |
| David Kirk             |        |
| Brian Lima             |        |
| Richard Littlejohn     |        |
| Brian Lochore          |        |
| Jonah Lomu             |        |
| Rod Macqueen           |        |
| Lucien Mias            |        |
| Agustín Pichot         |        |
| François Pienaar       |        |
| Jean Prat              |        |
| Gareth Rees            |        |
| Alan Rotherham         |        |
| Nicholas Shehadie      |        |
| John Smit              |        |
| Roger Vanderfield      |        |
| Harry Vassall          |        |
| Jake White             |        |
| Clive Woodward         |        |

### 2011
| Investido                                 | Mérito                                                            |
| ----------------------------------------- | ----------------------------------------------------------------- |
| Selección estadounidense olímpica de 1920 |                                                                   |
| Selección rumana olímpica de 1924         |                                                                   |
| Selección estadounidense olímpica de 1924 |                                                                   |
| Donald Campbell                           | Seleccionado chileno, derribado en combate sobre Berlín, en 1944. |
| Ian Campbell                              |                                                                   |
| Yoshihiro Sakata                          |                                                                   |
| Gordon Tietjens                           |                                                                   |
| Kennedy Tsimba                            |                                                                   |
| Richard Tsimba                            |                                                                   |

### 2012
| Investido             | Mérito                                                       |
| --------------------- | ------------------------------------------------------------ |
| David Bedell-Sivright |                                                              |
| David Campese         | Considerado el mejor wing de la historia.                    |
| Ken Catchpole         |                                                              |
| Ronnie Dawson         | Hooker del XV del Trébol.                                    |
| Mark Ella             | Apertura de los Wallabies en los años 1980.                  |
| George Gregan         | Medio scrum de los Wallabies, en los años 1990 y 2000.       |
| Alfred Hamersley      |                                                              |
| Gavin Hastings        | Fullback de Escocia y de los Lions, en los años 1980 y 1990. |
| Vladímir Iliushin     |                                                              |
| Tom Lawton            | Medio scrum de los Wallabies en los años 1920.               |
| Jack Matthews         |                                                              |
| Robert Seddon         |                                                              |
| Waisale Serevi        | Considerado el mejor jugador de rugby 7 en la historia.      |
| John Thornett         | Medio scrum de los Wallabies.                                |
| Bleddyn Williams      |                                                              |

### 2013
| Investido         | Mérito                                    |
| ----------------- | ----------------------------------------- |
| Don Clarke        |                                           |
| Sean Fitzpatrick  |                                           |
| Grant Fox         |                                           |
| Jim Greenwood     |                                           |
| Carol Isherwood   |                                           |
| Michael Jones     |                                           |
| Ian Kirkpatrick   |                                           |
| Jason Leonard     |                                           |
| Jo Maso           | Ala de Les Bleus.                         |
| Terry McLean      | Periodista del siglo XX experto en rugby. |
| Colin Meads       |                                           |
| George Nepia      |                                           |
| Keith Rowlands    |                                           |
| J. P. R. Williams |                                           |
| Keith Wood        | Mejor jugador del Mundo en 2001.          |

### 2014

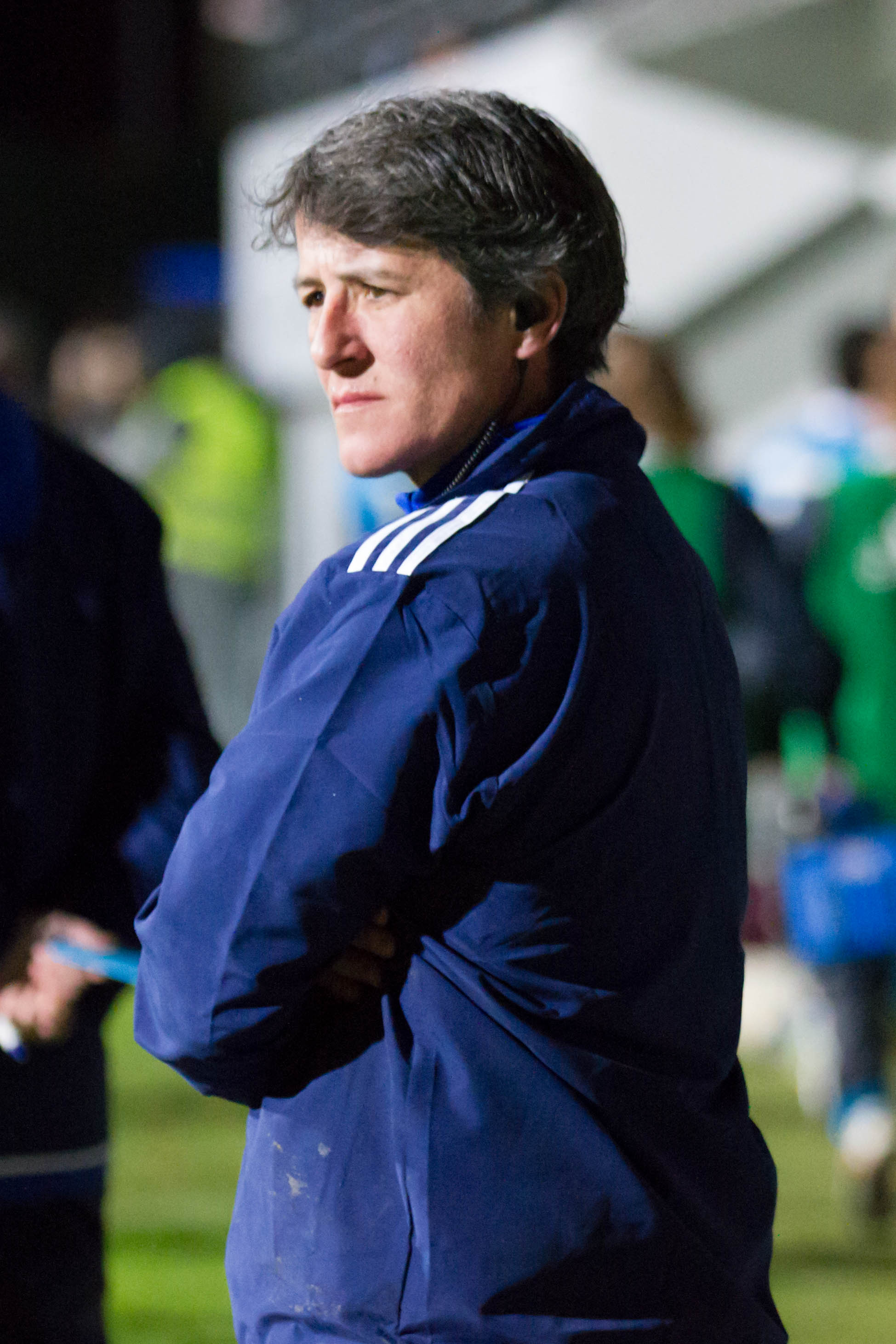
Nathalie Amiel mejor jugadora en la historia de Francia.

| Investido                | Mérito                                                           |
| ------------------------ | ---------------------------------------------------------------- |
| Fred Allen               | Entrenador invicto de los All Blacks.                            |
| Nathalie Amiel           | Mejor jugadora en la historia de Les Bleues.                     |
| Bill Beaumont            | Segunda línea, actual presidente de World Rugby.                 |
| Phil Bennett             | Apertura de los Dragones rojos.                                  |
| Naas Botha               | Apertura de los Springboks, talentoso pateador.                  |
| Gordon Brown             |                                                                  |
| Gill Burns               |                                                                  |
| Gerald Davies            |                                                                  |
| Mervyn Davies            |                                                                  |
| Morné du Plessis         |                                                                  |
| Ieuan Evans              |                                                                  |
| Danie Gerber             |                                                                  |
| Tim Horan                | Centro de los Wallabies, doble campeón del mundo.                |
| Andy Irvine              |                                                                  |
| Patty Jervey             |                                                                  |
| Barry John               |                                                                  |
| Tom Kiernan              |                                                                  |
| John Kirwan              | Wing de los All Blacks en Nueva Zelanda 1987, campeón del mundo. |
| Michael Lynagh           | Apertura de los Wallabies en Inglaterra 1991, campeón del mundo. |
| Basil Maclear            | Caído en la Primera Guerra Mundial.                              |
| Nelson Mandela           | Presidente de Sudáfrica en 1995, unificó al país racialmente.    |
| Bill McLaren             |                                                                  |
| Edgar Mobbs              | Caído en la Primera Guerra Mundial.                              |
| Graham Mourie            |                                                                  |
| Gwyn Nicholls            |                                                                  |
| Farah Palmer             |                                                                  |
| Anna Richards            |                                                                  |
| Tom Richards             |                                                                  |
| Jean-Pierre Rives        |                                                                  |
| Fergus Slattery          |                                                                  |
| Joost van der Westhuizen | Medio scrum de los Springboks en Sudáfrica 1995.                 |
| Wavell Wakefield         |                                                                  |
| Jonny Wilkinson          | Apertura de la Rosa en Australia 2003, campeón del mundo.        |
| Johnny Williams          |                                                                  |

### 2015
| Investido          | Mérito                                                    |
| ------------------ | --------------------------------------------------------- |
| Daniel Carroll     | Doble medallista de oro.                                  |
| Marcel Communeau   |                                                           |
| Lawrence Dallaglio |                                                           |
| Jeremy Guscott     |                                                           |
| Carwyn James       | Único entrenador de los Lions en vencer a los All Blacks. |
| Phil Macpherson    |                                                           |
| Hennie Muller      |                                                           |
| Brian O'Driscoll   |                                                           |
| Ronald Poulton     | Caído en la Primera Guerra Mundial.                       |

### 2016
| Investido       | Mérito                                          |
| --------------- | ----------------------------------------------- |
| Maggie Alphonsi | Mejor jugadora del Mundo en 2006.               |
| John Dawes      | Centro y entrenador de Gales en los años 1970.  |
| Arthur Gould    | Capitán de los Dragones rojos en los años 1890. |
| Phaidra Knight  | Ala de los Estados Unidos en los años 2000.     |
| Heather Moyse   | Mejor jugadora que dio su país en la historia.  |
| Daisuke Ohata   | Máximo anotador de tries internacionales.       |
| Shane Williams  | Wing, Mejor jugador del Mundo en 2008.          |

### 2017[1]
| Investido        | Mérito                                                                         |
| ---------------- | ------------------------------------------------------------------------------ |
| Rob Andrew       | Apertura de la Rosa y los Lions, en los años 1990.                             |
| Al Charron       | Segunda línea de los Canucks, disputó cuatro mundiales.                        |
| Felipe Contepomi | Segundo máximo anotador y con más pruebas en los Pumas, jugó cuatro mundiales. |
| Fabien Pelous    | Segunda línea de Les Bleus, considerado su mejor en los años 2000.             |

### 2018[2]
| Investido         | Mérito                                                                      |
| ----------------- | --------------------------------------------------------------------------- |
| Liza Burgess      | Actual entrenadora, jugó en cuatro mundiales y tres décadas con Gales.      |
| Stephen Larkham   | Apertura de los Wallabies en Gales 1999, campeón del mundo.                 |
| Ronan O'Gara      | Apertura del XV del Trébol y destacado pateador, anotó más de 1.000 puntos. |
| Pierre Villepreux | Fullback de Les Bleus entre 1967 y 1972, entrenador y teórico del juego.    |
| Bryan Williams    | Considerado el mejor back de los All Blacks en los años 1970.               |

### 2019
| Investido       | Mérito |
| --------------- | --- |
| Os du Randt     | Pilar de los Springboks y doble campeón del mundo.                                                            |
| Peter Fatialofa | Capitán de Samoa, considerado el mejor pilar en su historia.                                                  |
| Graham Henry    | Entrenador de los All Blacks y campeón del mundo en Nueva Zelanda 2011.                                       |
| Shiggy Konno    | Dirigente de Asia Rugby y la Japan Rugby Football Union, responsable del crecimiento del rugby en esa región. |
| Richie McCaw    | Capitán de los All Blacks y doble campeón del mundo.                                                          |
| Diego Ormaechea | Capitán de los Teros y jugador más longevo en disputar un mundial, con 40 años en Gales 1999.                 |

## Años 2020

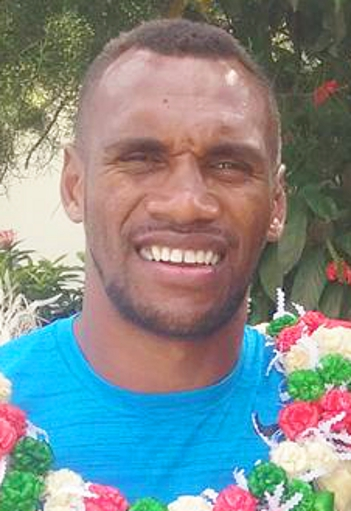
Osea Kolinisau, investido en 2021.

En 2020 no se realizaron los Premios debido a la pandemia de COVID-19.

### 2021
Con la reanudación de los Premios World Rugby, ingresaron seis rugbistas.
| Investido        | Mérito |
| ---------------- | --- |
| Will Carling     | Centro, capitán de la Rosa en los años 1990 y representante de los Lions.                                                    |
| Humphrey Kayange | Destacado centro en rugby 7, capitán de Shujaa más de 10 años y seleccionado de los Simbas.                                  |
| Osea Kolinisau   | Capitán de Fiyi 7 y ganador de la medalla de oro en los Juegos Olímpicos de Río de Janeiro 2016.                             |
| Huriana Manuel   | Doble campeona del Mundo con las Black Ferns y ganadora de la medalla dorada en los Río de Janeiro 2016.                     |
| Cheryl Soon      | Internacional con las Wallaroos, capitana de las Perlas y campeona del Mundo en Emiratos Árabes Unidos 2009.                 |
| Jim Telfer       | Sobresaliente octavo de los Lions y el XV del Cardo en los años 1960. Y de los mejores entrenadores británicos del siglo XX. |

### 2022

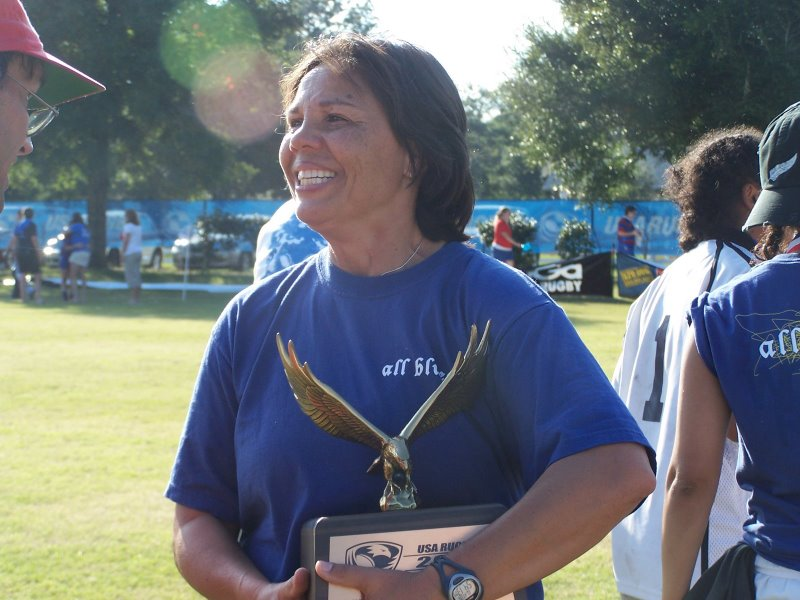
Kathy Flores, fallecida en 2021, investida en 2022.

Ese año se realizó la ceremonia en Nueva Zelanda, durante la disputa de la Copa Mundial de 2021.
| Investido          | Mérito |
| ------------------ | --- |
| Alice Cooper       | Organizadora de la Copa Mundial Femenina.                                                                       |
| Sue Dorrington     | Internacional con las Red Roses, organizadora de la Copa Mundial Femenina y campeona del mundo en Escocia 1994. |
| Fiao'o Fa'amausili | Hooker de las Black Ferns en los años 2000 y 2010s, cuádruple campeona del mundo.                               |
| Kathy Flores       | Considerada la mejor octava de las Águilas, campeona del mundo en Gales 1991 y entrenadora.                     |
| Mary Forsyth       | Organizadora de la Copa Mundial Femenina.                                                                       |
| Deborah Griffin    | Fundadora de la Rugby Football Union for Women y organizadora de la Copa Mundial Femenina.                      |

### 2023

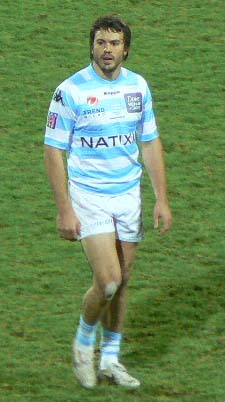
Hernández es el cuarto argentino investido.

Como el año anterior, la ceremonia se realizó durante la Copa Mundial de 2023.
| Investido             | Mérito                                                                                                   |
| --------------------- | --- |
| Dan Carter            | Considerado el mejor apertura de la historia y doble campeón del mundo con los All Blacks.               |
| Thierry Dusautoir     | Estimado el mejor ala que tuvieron Les Bleus, capitán en el subcampeonato mundial de Nueva Zelanda 2011. |
| Bryan Habana          | Reconocido el wing más veloz de todos los tiempos y campeón mundial en Francia 2007.                     |
| Juan Martín Hernández | Destacado como el rugbista más habilidoso que representó a los Pumas.                                    |
| George Smith          | Ala y capitán de los Wallabies durante los años 2000, destacó por su compromiso, fuerza y liderazgo.     |

### 2024
Celebrada en Mónaco, ingresaron cinco rugbistas y Parisse se convirtió en el primer miembro italiano.
| Investido      | Mérito |
| -------------- | --- |
| Emilee Cherry  | Miembro de las Perlas, se consagró medalla dorada en Río de Janeiro 2016 y Jugadora Seven del Año 2014.                                                 |
| DJ Forbes      | Un All Black Sevens, elegido Jugador Seven del Año 2008 y campeón mundial en Moscú 2013.                                                                |
| Donna Kennedy  | Representó a Escocia de 1993 a 2010 y fue la primera mujer en jugar más de 100 pruebas.                                                                 |
| Chris Laidlaw  | Medio scrum de los All Blacks en los años 1960, fuerte militante del republicanismo neozelandés y se opuso al apartheid durante la oscuridad del rugby. |
| Sergio Parisse | Integró la Azzurri más de 20 años, fue su capitán y jugó cinco ediciones de la Copa del Mundo.                                                          |